# Acer saccharinum
Acer saccharinum, popularmente conhecida como carvalho canadense, é uma espécie de árvore do gênero Acer, pertencente à família Aceraceae.